# Rathaus (Thedinghausen)

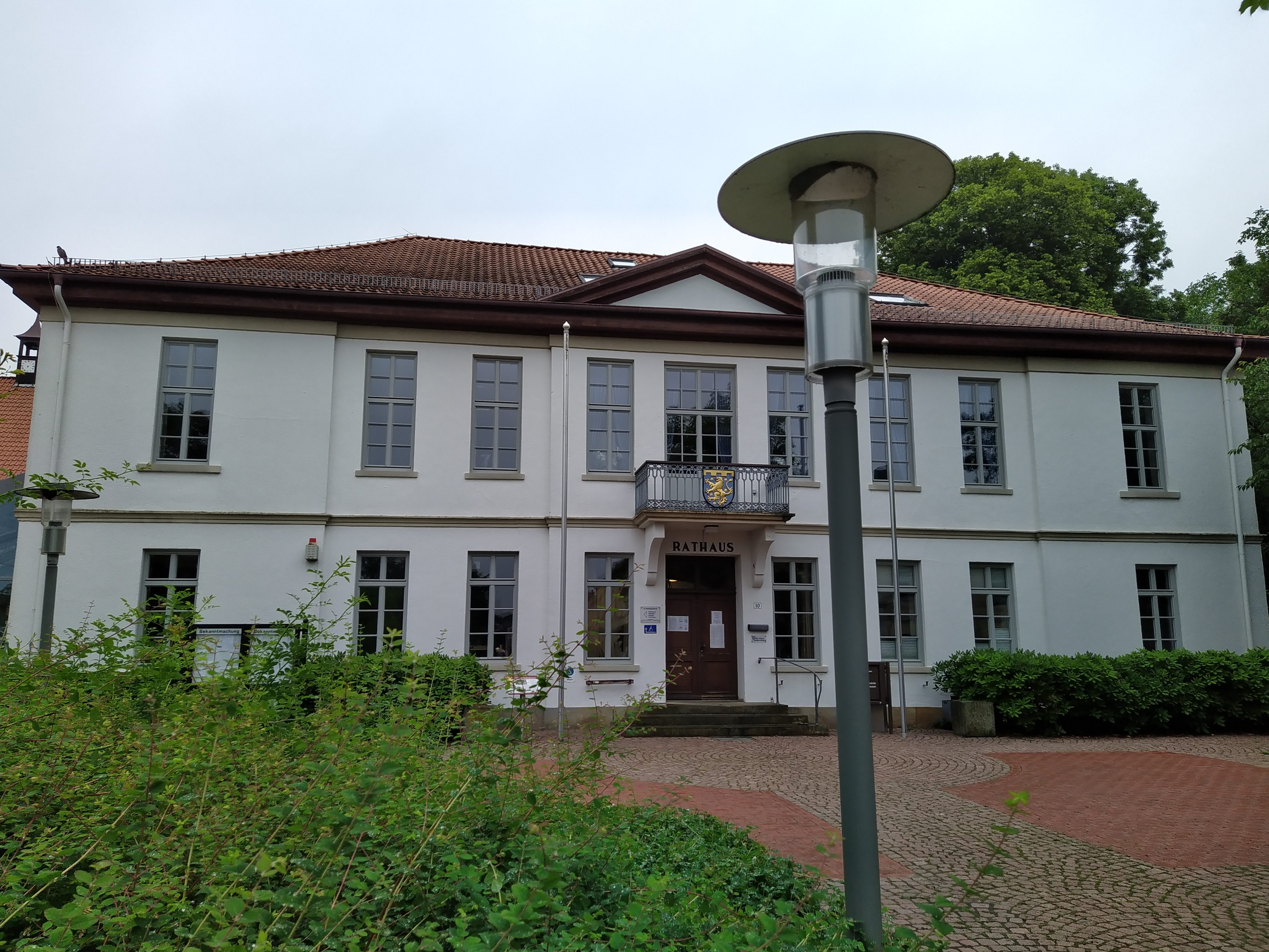
Rathaus

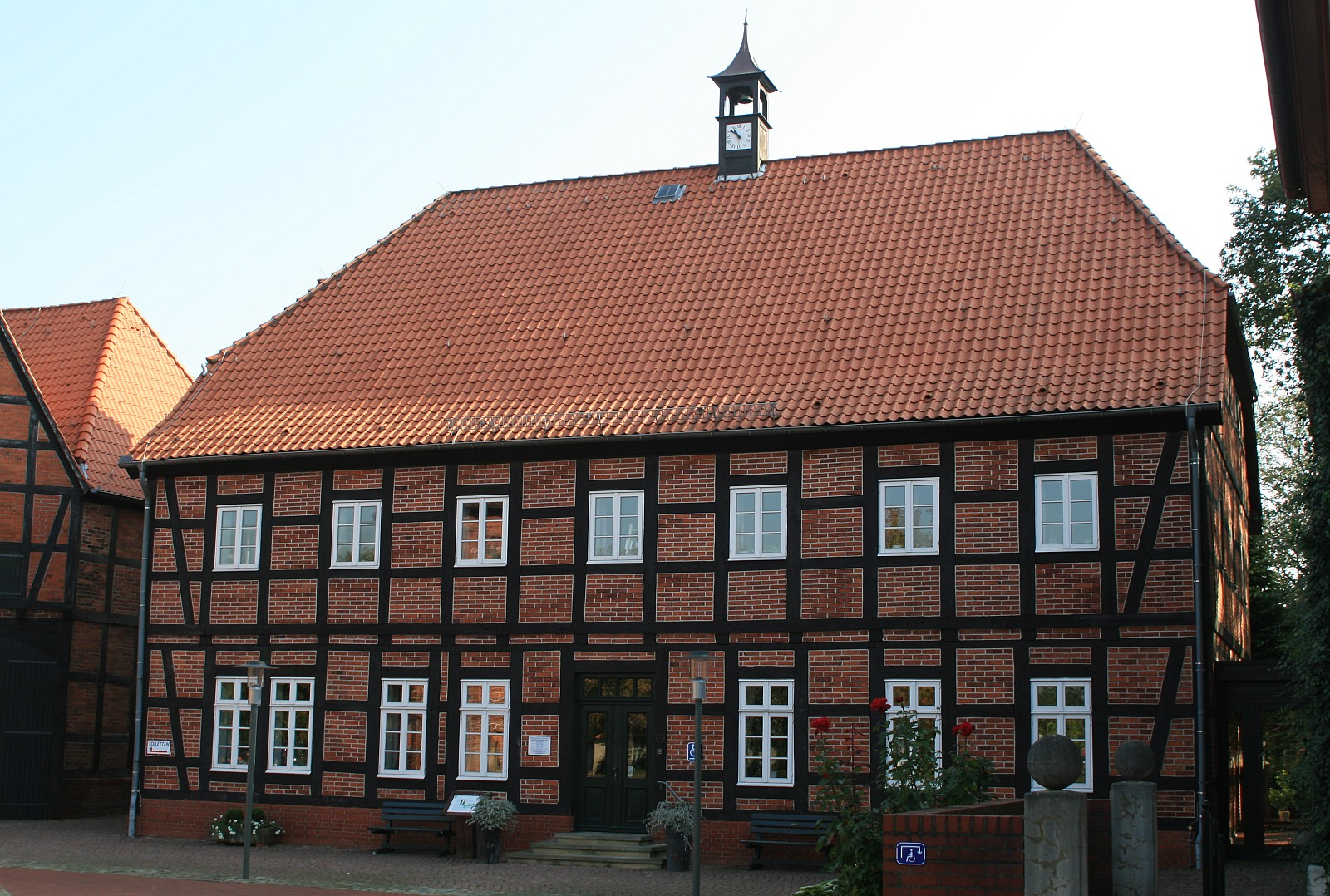
Packhaus

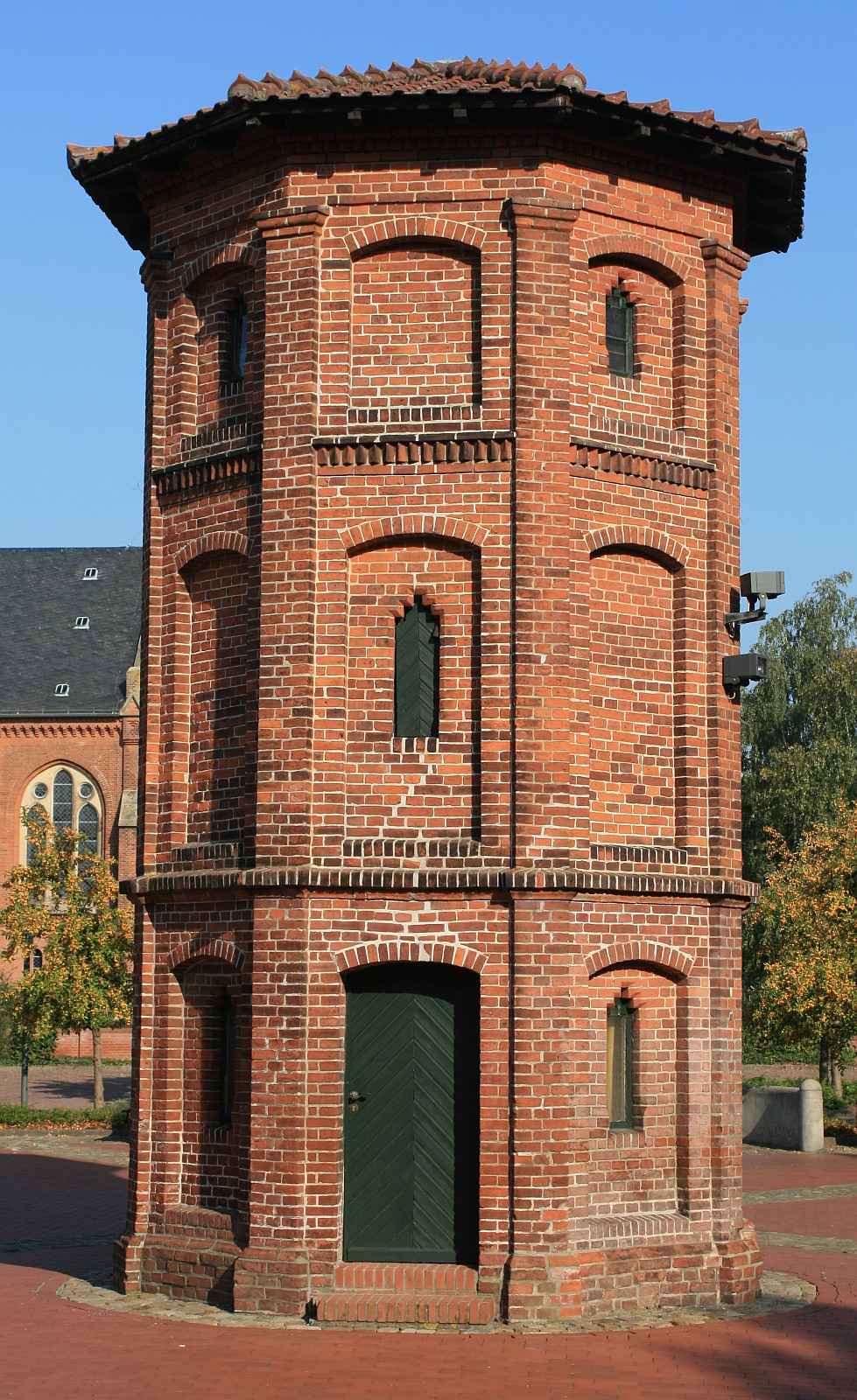
Taubenturm

Das Rathaus Thedinghausen wurde ursprünglich im 13. Jahrhundert im historischen und auch noch heutigen Ortskern von Thedinghausen errichtet. Ursprünglich wurde es Poggenburg genannt, was für Krötenburg steht. Anders als der Name vermuten lässt, wurde das Rathaus nie als Burg gebaut, sondern war eine mit Wehranlagen versehene Hofstelle.

## Geschichte
Die Poggenburg unterstand der 1285 vom Erzbischof Giselbert von Bremen gebauten Burg Thedinghausen und wurde seit 1580 mit Unterbrechungen als Amtssitz genutzt.
Von 1721 an war Edelmann Friedrich Andreas Scheele der Eigentümer, der das Gut vermutlich landwirtschaftlich nutzte. 1769 erwarb der Lunser Pastor Johann Heinrich Gudewill das Anwesen. Dessen Sohn Johann Daniel Heinrich Gudewill wandelte den Gutshof in einen Handelshof um. Der Handel mit Leinen, Tabak, Geldgeschäften und vielem mehr florierte. Im Zuge des wirtschaftlichen Erfolges wurde um 1800 das Ensemble um das Packhaus, die Scheune und das Herrenhaus erweitert. 1840 wurde dann der Handelshof aufgrund fehlender direkter Erben abgewickelt und die Poggenburg fiel an die Familie Grimm. In Erinnerung an die Zeit der Gudewills wurde die Oberschule Thedinghausen nach der Familie benannt.
In der Zeit der Revolution 1848 wurde von der braunschweigischen Regierung eine Volksbewaffnung unter Führung des Amtmanns Lüders angeordnet. Noch heute erinnert eine der Damen gestifteten Fahne der Eingangshalle des Rathauses daran.
Am Taubentaum erinnert die Inschrift „Das Geheimnis der Erlösung liegt in der Erinnerung. Unseren ehemaligen jüdischen Mitbürgern gewidmet.“  an das ehemalige jüdische Leben in Thedinghausen.

## Heutige Nutzung

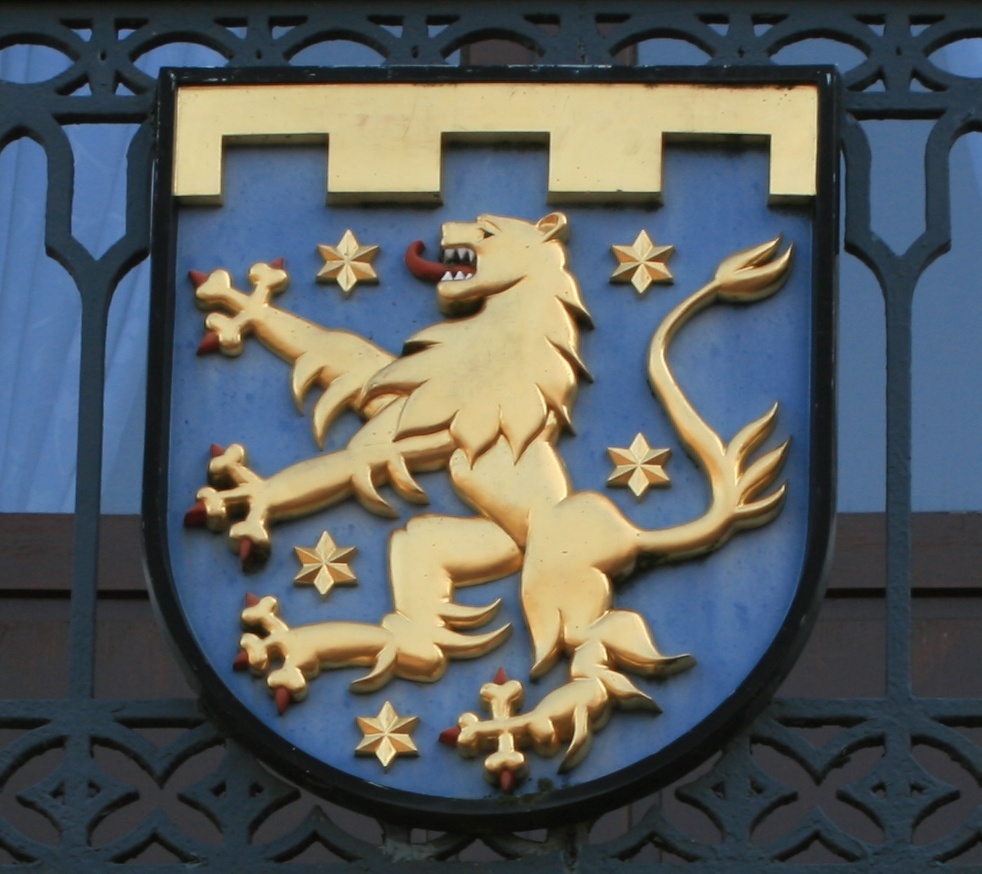
Wappen am Rathausbalkon

Seit 1972 dient die Poggenburg als Sitz der Gemeinde und der Samtgemeinde Thedinghausen.